# Pere Vallribera i Moliné
Pere Vallribera i Moliné, né le 27 janvier 1903 à Sallent et mort le 7 mars 1990 à Barcelone, est un pianiste et compositeur catalan, ainsi qu'un professeur de piano et de musique de chambre. Il a été directeur du Conservatoire supérieur de musique du Liceu de Barcelone de 1932 à 1983. Il a été l'un des musiciens catalans ayant une carrière très longue et pleine de succès, que ce soit comme soliste ou en accompagnant des chanteurs et interprètes sur les scènes du monde entier.

## Jeunesse
Il a étudié avec Josep Barberà (ca) et Josep Muset (ca) (harmonie et composition) et Guillem Garganta, et a poursuivi ses études à Paris avec Isidor Philipp. Il a été président de l'Institut d'Estudis Musicals en 1932.
En 1932, il est devenu professeur de piano du Conservatoire supérieur de musique du Liceu de Barcelone. Il a enseigné aussi d'autres disciplines: musique de chambre, harmonie, composition, histoire de la musique, formes musicales, esthétique, histoire de l'art, musicologie, entre autres. Après quelques années, il a été nommé Directeur pédagogique poste qu'il a occupé jusqu'à sa retraite en 1983.

## Son influence pédagogique
Sa classe au Conservatoire et son studio de sa rue Aribau, ont vu passer de nombreux élèves pianistes, par exemple : Ángeles Alabert, Anna Mª Albors, Juan Almirall, Mª Dolores Benejam, Lou Bennet, Lleó Borrell, Francesc Burrull, Montserrat Caballé, Mercè Capdevila, Ana Mª Cardona, Gerard Claret et Lluis Claret, Carlos Coll, Francesc Dubé, Rita Ferrer, Carlos Guinovart, Isabel M. Martínez, Juan Matabosch, Leonora Milà, Mª Antonia Moll, Ludovica Mosca, Carmen Pallarès, Pepita Perelló, Ticià Riera, Jesús Rodríguez Picó, Manuel Ruiz, Eulalia Soler, Mª Dolors Luis, Antonio Villar....
En même temps, il a donné des cours de musique de chambre à d'autres interprètes (pour toute sorte d'instrument, particulièrement à cordes et instruments à vent).

## Tournées et concerts
Il a eu une carrière de soliste faisant des tournées à travers le monde. En particulier il a donné des concerts de musique de chambre lors du festival Pablo Casals de Prades, avec Joseph Trotta et Sándor Végh.
Il s'est forgé une réputation internationale par ses interprétations. Il a également joué avec des musiciens et des chanteurs de renom tels que: Held Anderson, Montserrat Aparici, Manuel Ausensi, Conchita Badía, Mercedes Bibiloni, Montserrat Caballé, Enrique Casals, Esther Casas, Francesc Costa, Gaspar Cassadó, Leslie Frick, Guillermo Garganta, Esteve Gratacós, Bronislaw Gimpel, Kunie Imai, Francisco Kraus, Henri Lewkowizc, Pilar Lorengar, Ezio Mariani de Amicis, Nan Merriman, Jeanette Najem, Jean Pierre Rampal, Gaietá Renom, Consuelo Rubio, Henryk Szeryng, Mercè Plantada, June Preston, Renata Tebaldi, Jaques Thibaut, Josep Trotta, Eduard Toldrà, Raimon Torres, Xavier Turull (es), Emili Vendrell (es) (père), Emili Vendrell (fils) (es) et bien d'autres.
Il s'est produit comme soliste avec de nombreux orchestres, créant en Espagne la Rhapsody in Blue de George Gershwin au Palais de la musique catalane. Lors des nombreux concerts qu'il a donnés dans ce lieu et dans d'autres salles de Catalogne et du reste de l'Espagne, il a créé des œuvres de nombreux autres compositeurs, parmi lesquels on trouve: Apel.les Mestres, Frederic Mompou, Xavier Montsalvatge, Eduard Toldrà, et beaucoup d'autres, insérant dans ses programmes souvent des œuvres d'avant-garde.
Il a effectué des enregistrements remarquables avec : Conchita Badía, Francesca Callao, Kune Imai, Henri Lewkowicz (es), Jean Pierre Rampal, Amelia Ruival, Conchita Supervía, José Trotta Millán (es), Emili Vendrell (père et fils), et d'autres.

## Dernière étape
Il est décédé à l'âge de 87 ans à Barcelone, après avoir reçu des prix et honneurs nationaux et internationaux. Une rue de son village natal, Sallent, porte son nom et il y en a une autre dans la commune de Gelida, où il a créé beaucoup de ses compositions.
En 2010, a été institué le Prix Pere Vallribera, pour des pianistes de musique de chambre, un concours qui est ouvert essentiellement à de jeunes pianistes.
En 2011 a été édité un livre qui recueille ses souvenirs avec des données biographiques, des notes, des anecdotes et diverses collaborations de personnalités importantes de la culture en général et de la musique en particulier. Le livre porte le titre Pere Vallribera Moliné: una vida per la música; il comprend deux CD, avec certaines de ses œuvres (sardanes) et des enregistrements de divers concerts avec d'autres interprètes, certains inédits.

## Œuvres
- Sardanes
  - Sardanes pour chœur : Llum de primavera(texte de Ramon Pallejà), Cant al sol (texte de Pere Vallribera,1951), Folgueroles (texte de Miquel Saperas).
  - Sardanes instrumentales : Mar Brava, Deixondiment (1930); Recordança, Gira-sol, Remembrança gironina, Mar alegre.
- Noëls : Veniu, veniu (1965), Salutació (1967), Jesuset no ploris, Cantem companyons.
- Goigs : de Sant Cristòfol (Vilanova i la Geltrú), de Sant Pere (Gelida), de la Nostra Senyora de la Salut (Gelida), de Sant Roc (Gelida), de Santa Llúcia (Gelida).
- Pièces pour le piano : Ronda, Danza rústica, Vieja canción (editades dins el llibre Zinkoproff)
- Composition symphonique : Salve Regina, partition originale pour trois voix et orgue (1981)
- Chansons : La mixeta Mustafá (chanson infantine), Vora els vidres (poésie de Carles Soldevila), Alpestre (poème d'Apel·les Mestres, 1949), Quatre cançons a quatre veus mixtes[réf. nécessaire], Retorn (poésie de Miquel Dolç), Rondalla del Bou (poème de Marià Manent), Cançó dels Rebles (poésie de Sebastià Sánchez-Juan), Cançó de la veu (poème de Josep Gimeno-Navarro).
- Pièces pour danser : Dawn, (valse pour  piano), Capseta de música, Marxa, Tiempo de minué.
- Harmonisations d'airs populaires : El cant dels ocells, Els segadors.

## Source
- (ca) Cet article est partiellement ou en totalité issu de l’article de Wikipédia en catalan intitulé « Pere Vallribera i Moliné » (voir la liste des auteurs).